# Irma Polak
Irma Polak (Marija Fabiani), hrvaško-slovenska operna pevka, gledališka in filmska igralka, * 11. junij 1875 Ljubljana, † 30. november 1931, Zagreb
Otroci: Vera Bohinec, Melita Bohinec, Karel.
Irma Polak je začela v gledališkem opernem zboru, nato igrala v ljubljanskem in zagrebškem gledališču ter dveh filmih hrvaške produkcije. Poročena je bila z Viktorjem Bohincem ("Viktor Trobenta") s katerim je imela dve hčeri. Tretji sin Karel je bil nezakonski otrok.

## Filmografija
- Mokra pustolovina (1918)
- Brcko u Zagrebu (1917)